# Westbourne Park (stanice metra v Londýně)
Westbourne Park je stanice metra v Londýně, otevřená 19. července 1864. Stanice se 31. října 1871 uzavřela a na východ byla postavena nové stanice. Otevřena byla den poté. V únoru 1913 byla u stanice nalezena bomba. Stanice si zahrála v klipu Borise Gardinera I Want to Wake Up with You. Autobusové spojení zajišťují linky: 7, 18, 23, 28, 31, 36, 70, 328 a noční linky N28 a N31. Stanice se nachází v přepravní zóně 2 a leží na dvou linkách:
- Circle Line a Hammersmith & City Line mezi stanicemi Ladbroke Grove a Royal Oak.

| Rok  | Počet cestujících |
| ---- | ----------------- |
| 2011 | 3,03 mil          |
| 2012 | 3,37 mil          |
| 2013 | 3,73 mil          |
| 2014 | 3,73 mil          |